# RAM-CMOS

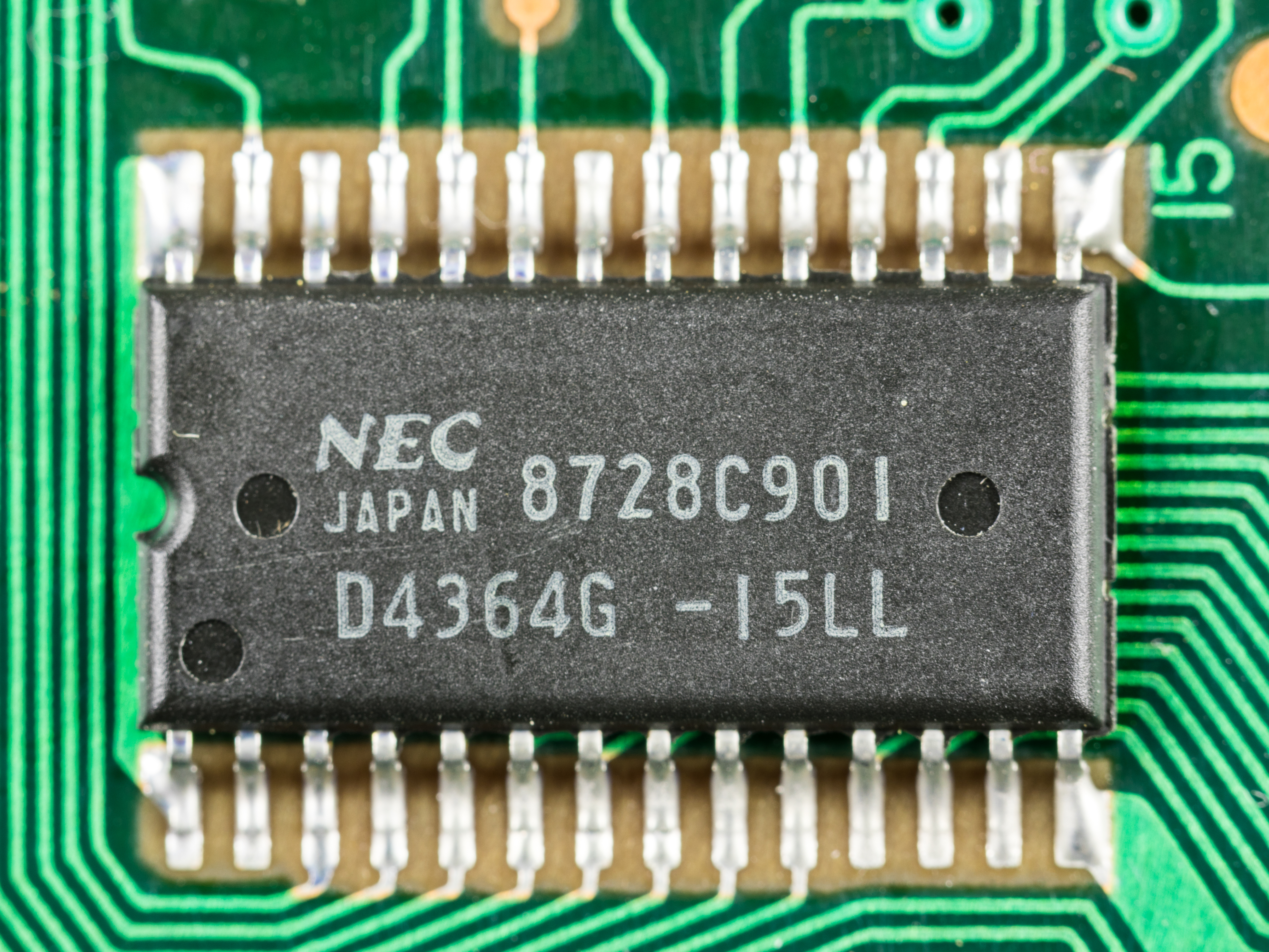
NEC µPD4364 - 8192 x 8 Bit Static CMOS RAM

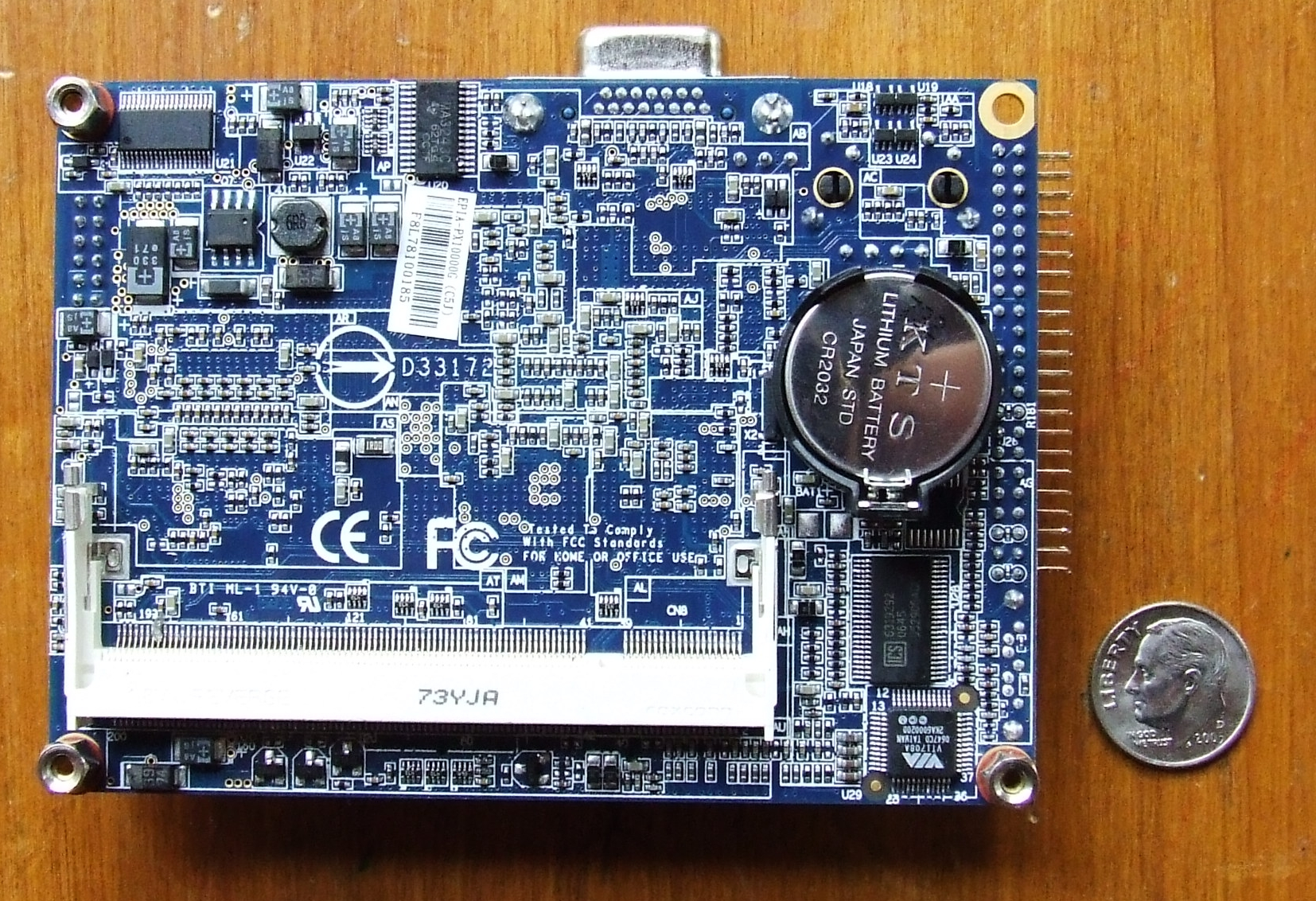
Bateria CMOS numa placa-mãe Pico ITX.

BIOS de memória não volátil, mais conhecido como ROM-CMOS, refere-se à memória na placa-mãe de um computador pessoal que contém o sistema BIOS Basic Input Output System, responsável pelas configurações básicas de entrada e saída, e às vezes, o código usado para inicializar o computador e carregar o sistema operacional.  A memória não volátil, historicamente, era denominada CMOS-ROM ou apenas CMOS porque tradicionalmente usava um chip de memória CMOS de baixo consumo (o Motorola MC146818 ou um de seus clones de alta capacidade), o qual era alimentado por uma pequena bateria quando a energia do sistema era desligada. O termo permanece em uso corrente neste contexto, embora seja considerado equivocado. O BIOS não volátil em computadores modernos pode ser armazenado em chips EEPROM ou de memória flash e não mais em CMOS. Nestes casos, a bateria de backup é usada para manter o chip do RTC sincronizado. A NVRAM normalmente possui uma capacidade de armazenamento de 512 bytes, a qual é suficiente para todas as configurações do BIOS.

## Erros de verificação do CMOS
Quando inicializamos o computador ele executa o POST (Power On Self Test), que é um teste rápido que confere se o que está configurado no BIOS está fisicamente conectado ao computador.
Erros de verificação do CMOS ocorrem tipicamente se o programa POST do computador:
1. Encontrar um dispositivo que não está gravado no CMOS.
2. Não encontrar um dispositivo que está gravado no CMOS.
3. Encontrar um dispositivo que possua configurações diferentes daquelas que foram gravadas no CMOS.
4. Detectar um erro de soma do CMOS (checksum error).

## Bateria do CMOS

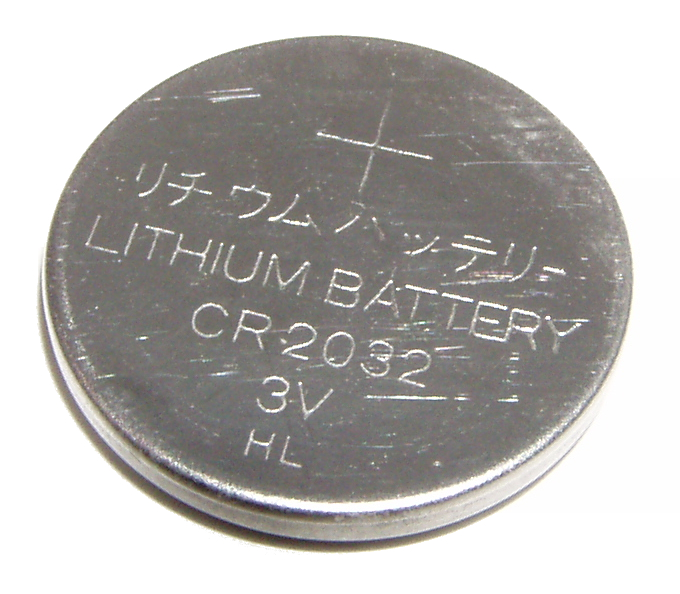
Bateria-moeda tipo CR2032, a mais comum bateria de CMOS.

A memória e o relógio de tempo real são alimentados geralmente por uma bateria-moeda CR2032 de lítio. Estas baterias duram de dois a dez anos, dependendo do tipo de placa-mãe, temperatura ambiente e do tempo que o sistema ficou desligado, enquanto outros tipos comuns de baterias podem durar períodos significativamente maiores ou menores, tais como a CR2016, capaz de durar cerca de 40% a mais. Temperaturas mais altas e períodos maiores com o computador desligado diminuem a vida útil da bateria. Ao substituir a bateria, a hora e data do sistema e as configurações do BIOS CMOS podem voltar aos seus valores-padrão. Isto pode ser evitado substituindo-se a bateria após o computador ter sido desligado por software (ou seja, sem desligar no botão de força), mas ainda conectado na tomada. Em placas-mãe ATX, isso irá fornecer 5V de energia stand-by mesmo com o computador aparentemente "desligado" e manterá a memória CMOS energizada.

## Resetando as configurações do CMOS
Para acessar o BIOS Setup quando a máquina deixa de funcionar, ocasionalmente é necessário tomar uma atitude drástica. Em computadores antigos, com RAM alimentada por bateria, remover a bateria e dar um curto-circuito nos terminais da mesma durante alguns segundos resolvia o problema; em máquinas mais modernas, isso apenas reinicializa o RTC. Algumas placas-mães oferecem um jumper de reset de CMOS. Em outros casos, o chip EEPROM tem de ser dessoldado e os dados nele contidos têm de ser editados manualmente usando um programador. Às vezes, basta aterrar a linha CLK ou DTA do barramento I²C da EEPROM no momento certo durante o boot; todavia, isso exige conhecimento preciso de soldagem de componentes em montagem superficial. Se a máquina permite fazer o boot mas não que se entre no BIOS Setup, pode ser tentado "danificar" deliberadamente a verificação de soma do CMOS, fazendo-se escritas diretas na área protegida da ROM CMOS através de um utilitário como o debug.exe, o que corromperá os dados. No próximo boot, o computador geralmente assume os valores-padrão de fábrica.